# 阿爾托斯德爾羅薩里奧
阿爾托斯德爾羅薩里奧是哥倫比亞的城鎮，位於該國北部，由玻利瓦省負責管轄，始建於1973年，面積304平方公里，海拔高度21米，2005年人口10,695。

## 外部連結
- （西班牙文） altos del rosario （页面存档备份，存于）

8°48′N 74°10′W / 8.800°N 74.167°W